# Mark Steedman
Mark Steedman (* 18. September 1946) ist ein britischer Linguist und Psychologe.

## Leben
Mark Steedman ist Professor der Kognitionswissenschaft am Fachbereich für Informatik der Universität Edinburgh in Schottland. Nach dem Studium der Experimentalpsychologie an der Universität Sussex promovierte er in Edinburgh im Fach Künstliche Intelligenz über die Formale Beschreibung der musikalischen Wahrnehmung bei H. C. Longuet-Higgins. Nach Lehrtätigkeiten in Brighton, Warwick und Edinburgh nahm Steedman eine Professur an der University of Pennsylvania an. Seit 1998 lehrt und forscht er an der University of Edinburgh. 2002 wurde er Fellow der Royal Society of Edinburgh sowie der British Academy. 2006 wurde er zum Mitglied der Academia Europaea gewählt.

## Leistungen
Steedman wurde in der Linguistik bekannt durch die von ihm begründete formale Grammatiktheorie Combinatory Categorial Grammar (CCG), die in direkter Konkurrenz zu Ansätzen des Linguisten Noam Chomsky steht. Des Weiteren erforscht er die Beziehung zwischen Syntax und Intonation (Phonetik) und das Verhältnis zwischen Computer und Musik.

## Werke
- Taking Scope: The Natural Semantics of Quantifiers (2012)
- The Syntactic Process (2000)
- Surface Structure and Interpretation (1996)
- The Well-Tempered Computer (1994), Philosophical Transactions of the Royal Society of London, Series A, 349, 115–131.